# Broșură

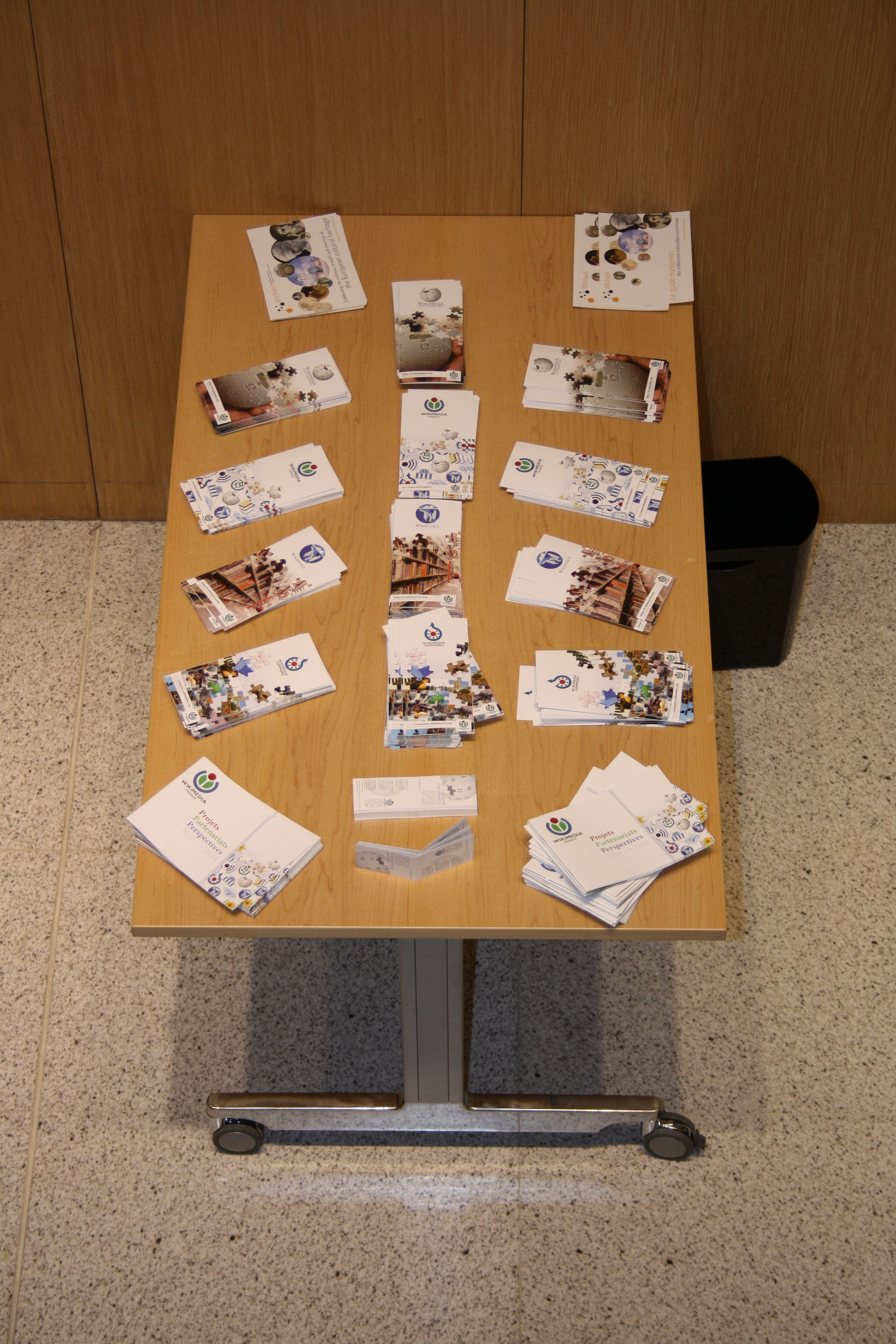
Broșuri Wikimedia

O broșură este o lucrare tipărită sub formă de carte, de obicei cu scopul de a face reclamă, care cuprinde un număr redus de foi.